# Bitwa o Pruszków
Bitwa o Pruszków – działania zbrojne w czasie I wojny światowej na froncie wschodnim, trwające od 12 do 14 października 1914 roku.
Walki w okolicach Pruszkowa w dniach 12–18 października 1914 były jednym z epizodów bitwy pod Warszawą i Iwangorodem. Wojska niemieckie miały zamiar zdobyć Warszawę i 11 października 1914 roku wkroczyły do Pruszkowa. Rosjanom udało się przy dużej przewadze liczebnej w kontrataku odepchnąć oddziały Niemców i zmusić do wycofania.
Działania na froncie przyniosły wielkie zniszczenia. W następstwie pojedynku baterii artylerii Niemców i Rosjan w Pruszkowie oraz Żbikowie zniszczonych całkowicie lub częściowo zostało setki domów mieszkalnych, zginęło lub zostało rannych wielu ludzi. Poważnie ucierpiały powstałe dopiero dwa kościoły: kościół pw. św. Kazimierza w Pruszkowie i kościół pw. Niepokalanego Poczęcia NMP na Żbikowie.
W centrum ostrzelane zostały budynki stacji kolejowej, w Parku Bersohna – wszystkie budynki, zrujnowany został budynek SKE (Stowarzyszenia Księży Emerytów). Prawie wszystkie budynki w fabryce ołówków St. Majewskiego poważnie zostały uszkodzone. Zrujnowane zostały wszystkie zakłady przemysłowe w mieście.
W sierpniu 1915 roku Pruszków i Żbików zostały zajęte przez Niemców już bez walki.
Współczesnym świadectwem bitwy jest wspólna kwatera wojenna żołnierzy rosyjskich i niemieckich na cmentarzu parafialnym przy ul. Cmentarnej w Pruszkowie oraz cmentarz wojenny zlokalizowany w miejscowości Pęcice, ok. 200 m od wschodniego krańca ul. Pęcickiej.